# Пауль Преше
Пауль Преше (нім. Paul Presze; 20 січня 1868, Берлін — 28 січня 1948) — німецький військовий інженер, керівний співробітник ВМС, міністерський директор (1 травня 1927).

## Біографія
Закінчив Берлінське вище технічне училище (1893). 24 квітня 1893 року вступив на службу на військово-морські верфі у Вільгельмсгафені. З 1899 року — начальник відділу Конструкторського управління Імперського морського управління (ІМУ), з 1902 займав керівні посади у конструкторських службах верфей Данцига і Кіля. З 17 серпня 1913 року — начальник відділу K I Конструкторського управління ІМУ. З 13 листопада 1914 року працював на верфях Брюгге, Остенде і Антверпена. З 28 жовтня 1915 року — начальник конструкторського відділу спеціального командування «Туреччина». З 8 листопада 1916 року — директор операцій імперських військово-морських верфей у Вільгельмсгафені. З березня 1918 року — начальник відділу конструювання лінійних кораблів і важких крейсерів ІМУ. 15 липня 1919 року очолив технічний відділ Конструкторського управління, а 15 вересня 1920 року — відділ бойових кораблів. З 1 січня 1925 року — головний конструктор ВМС і начальник Конструкторського управління Морського керівництва. Прихильник створення великих надводних кораблів, що мають високу швидкість і сильне озброєння. Після приходу НСДАП до влади та початку масових чисток у керівництві ВМС 30 квітня 1934 року втратив свою посаду і був звільнений у відставку.

## Нагороди
- Столітня медаль
- Орден Червоного орла 4-го класу
- Залізний хрест 2-го класу
- Медаль «За вислугу років у ландвері» (Пруссія) 2-го класу
- Почесний доктор інженерних наук Берлінського вищого технічного училища (21 січня 1928)
- Почесний хрест ветерана війни з мечами
- Медаль Гете за мистецтво і науку (1943) — вручена особисто Адольфом Гітлером.